# 김정옥(야장)
김정옥(야장)은 전라남도 강진군 칠량면에 있다. 2011년 4월 4일 강진군의 향토문화유산 제45호로 지정되었다.

## 개요
김정옥 약력(39. 5. 16일생) - 1962년부터 대장간 운영 - 현재 대장간의 장비는 갖추고 있음 - 대장간이 노후 되어 작업장으로서의 기능이 떨어짐